# Красногорський тисовий ліс
48°35′09″ пн. ш. 141°58′08″ сх. д. / 48.585833333333° пн. ш. 141.96888888889° сх. д.
Красногорський тисовий ліс — пам'ятка природи регіонального значення в Сахалінській області. Утворено рішенням Сахалінського облвиконкому.
Пам'ятка природи розташована на вододілі річок Окунівка, Угловка і струмка Розвідувального, що впадають в озеро Угловське (Томаринський міський округ Сахалінської області). Це єдиний на острові Сахалін старовіковий масив тиса гострокінцевого, вік дерев — понад 100 років, висота — 10-15 метрів при діаметрі стовбура до 0,5—0,7 м.
Охоронювані об'єкти: Тис гострокінцевий (Taxus cuspidata).